# Karjalansaari (ö i Södra Savolax, Ruokovesi)
Karjalansaari är en ö i Finland. Den ligger i sjön Enonvesi och i kommunen Heinävesi i den ekonomiska regionen  Nyslotts ekonomiska region  och landskapet Södra Savolax, i den sydöstra delen av landet, 300 km nordost om huvudstaden Helsingfors. Öns area är 1,24 kvadratkilometer och dess största längd är 2,1 kilometer i sydöst-nordvästlig riktning.